# 俞耀庭
俞耀庭（1932年3月28日—2017年5月27日），男，江苏南京人，中国高分子化学家，曾任南开大学教授、博士生导师，是生物活性材料教育部重点实验室的创始人。